# Santo António (Lissabon)
Santo António ist eine Stadtgemeinde (Freguesia) der portugiesischen Hauptstadt Lissabon. Sie entstand am 29. September 2013 im Zuge der administrativen Neuordnung der Stadt aus dem Zusammenschluss der Gemeinden São Mamede, São José und Coração de Jesus. Auf einer Fläche von 1,50 km² leben 11.748 Einwohner (Stand: 30. Juni 2011).

## Quelle
- Diário da República, 1.ª série — N.º 216, 8. November 2012